# Xian de Shangcai
Le xian de Shangcai (上蔡县 ; pinyin : Shàngcài Xiàn) est un district administratif de la province du Henan en Chine. Il est placé sous la juridiction de la ville-préfecture de Zhumadian.

## Démographie
La population du district était de 1 314 255 habitants en 1999.